# KbMedia Player
KbMedia Player（ケービーメディアプレイヤ）とは、Kobarinが考案・作成したフリーのメディアプレーヤソフトである。
単体でもさまざまな形式に対応しているが、独自のプラグイン、外部DLLや他のメディアプレイヤソフトを用いることでさらに対応形式を増やすことが可能となっている。
なお、Version 2.70 alpha4以降では、Visual Studio 2015のランタイムがインストールされていないと使用できないプラグインがある。Version 3.04 beta以降では、Visual Studio 2017のランタイムインストールを推奨。Version 3.08以降では、Visual C++ 2019再頒布可能パッケージのインストールが必要。Version 3.11 beta以降では、Visual C++ 2022再頒布可能パッケージのインストールを推奨。
かつてはKbMIDI Playerという名称であり、その名の通り特にMIDIファイル (SMF) の再生に特化していた。しかし対応する音楽ファイルの形式がかなり多くなったこともあり、2000年6月1日のVersion 2.00αより現在のKbMedia Playerに改名した。

## 追加のプログラム・プラグイン・DLL無しでの対応形式
- スタンダードMIDIファイル (MID/RMI)
- MIDI Stream (MDS)
- MPEG Audio (MP1/MP2/MP3/RMP)
- MPEG-4 AAC/ALAC(AAC/M4A)
- 音楽CD (CD-Extra, MixedMode CD にも対応)
- Vorbis (OGG)
- Opus (OPUS)
- FPD (FM/FPD)
- MOD (MOD/S3M/XM/IT/MDL/669/AMF/AMS/DBM/DSM/FAR/J2B/MED/MT2/MTM/OKT/PSM/PTM/ULT/UMX)
- TwinVQ (VQF)
- アルトラマリン (UM)
- Monkey's Audio (APE)
- FLAC - Free Lossless Audio Codec (FLAC)
- WavPack (WV)
- True Audio (TTA)
- OptimFROG (OFR)
- Direct Stream Digital (DSD) 関係 (DSF/DFF/WSD)
- Musepack (MP+/MPC)
- MIO - Music Interleaved and Orthogonal transformed format (MIO)
- T'SoundSystem (TSS)
- スーパーファミコンのサウンド (SPC)
- PlayStationのサウンド (PSF/MINIPSF)
- PlayStation 2のサウンド (PSF2/MINIPSF2)
- ワンダースワンのサウンド (WSR/WSC)
- ファミコンのサウンド (NSF/NSZ/NEZ/NSD)
- ゲームボーイのサウンド (GBR/GBS)
- PCエンジンのサウンド (HES)
- MSX, セガ・マークIII, ゲームギアのサウンド (KSS)
- PC8801/9801 のゲームサウンドなど (S98/VGM/VGZ/CYM/MYM/X1F)
- メガドライブ以前の家庭向けSEGAハードのサウンド (GYM/SSL)
- X68000 の音源 (MDX/MDC)
- コモドール64 の音源 (C64/SID)
- Atari XE/XL の音源 (SAP)
- MSX のサウンド (MGS/MPK/BGM/BGR/OPX)
- BMS (BMS/BME/EMS)
- ZX Spectrum のサウンド (AY)
- Amstrad CPC のサウンド (CPC)
- au 携帯の着声ファイル (QCP)
- steht für (T)om's verlustfreier (A)udio(k)ompressor (TAK)
- その他のサウンド (WAV/AIF/AIFF/AIFC/AU/SND)
- その他の動画 (AVI/MPG/MPE/MPEG/MKV/FLV/M1V/MPA/MPV2/OGM/3GP/3G2/M4V/MP4/RM)

## 追加のプログラム・プラグイン・DLL導入で対応可能な形式
- Windows Media Audio/Video (ASF/WMA/WMV)
- RealMedia(RealAudio/RealVideo) (RA/RM/RMJ)
- LiquidAudio (LQT)
- QuickTime Movie (QT/MOV)
- Adobe Flash (SWF)
- DirectMusic (SGT/SGP)
- レコンポーザ MIDI ファイル (RCP/G36/R36)
- FMP (OPI/OVI/OZI)
- PMD (M/M2/MZ/MP/MS)
- VivoActive (VIV)
- Muse (MUS)
- 携帯電話の着信メロディ (MLD/PMD)
- ZMUSIC (ZMS/ZMD)
- PlayStation のムービー (CSTR/STR)

など。